# Parafia św. Maksymiliana Marii Kolbego w Aleksandrii
Parafia św. Maksymiliana Marii Kolbego w Aleksandrii – parafia rzymskokatolicka, znajdująca się w archidiecezji częstochowskiej, w dekanacie Blachownia, erygowana w 1982 roku.